# 平井英一
平井 英一（ひらい えいいち、1978年10月4日 - ）は、香川県出身の元社会人野球選手（投手）、コーチ。

## 人物・来歴
香川中央高から国士舘大学を経て、2001年に朝日生命に入社し野球部に入部。同期に金剛弘樹がいた。同年の都市対抗野球への出場を果たしたものの、チームはこの年限りで廃部となり富士重工業に移籍した。
移籍1年目の2002年はプロ注目選手として期待されたが、シーズン開始直後に突然投球イップスを発症して投球ができなくなった。平井の場合はボールが握れなくなるという深刻なもので、一時はチームに引退を申し出たものの、当時の監督・コーチが懸命に説得し、どうにか引退を思いとどまらせた。
その後は、毎年のように投球フォームを変える試行錯誤を繰り返した。特に2003年シーズンはオーバースローピッチャーでありながらアンダースローピッチャーのように低い位置から振りかぶって投げるという極めてユニークなフォームだった。後にイップスも克服。
現役晩年はトルネード投法気味に体をひねる変則的なフォームで投げていた。
2014年限りで現役を退き、翌2015年からは投手コーチに就任した。
2018年限りでコーチを退任した。

## 日本代表キャリア
- 第38回IBAFワールドカップ日本代表（2009年）

## 主な表彰・タイトル
- 都市対抗野球大会10年連続出場（2014年）